# Studenterhuset i Aalborg
57°2′53.8″N 9°55′9.04″Ø / 57.048278°N 9.9191778°Ø
Studenterhuset Aalborg er en forening og et mødested, der drives af frivillige med adresse på Gammeltorv 10 i Aalborg. 
Foreningen har til formål at drive et socialt mødested for studerende i Aalborg og fungerer også som café og spillested.